# British Forces Gibraltar

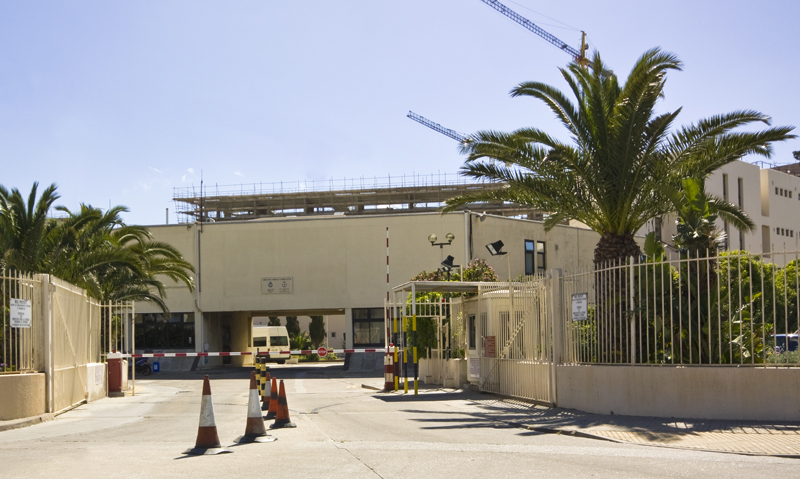
Hauptquartier der British Forces Gibraltar

Die British Forces Gibraltar ist ein teilstreitkraftübergreifender Verband der britischen Streitkräfte in der Kronkolonie Gibraltar.
Gibraltar bildet einen wichtigen Stützpunkt des Vereinigten Königreichs am Westzugang des Mittelmeers, der aufgrund seines Klimas und seiner gebirgigen Lage direkt am Meer als Übungsfeld der britischen Streitkräfte dient.

## Zusammensetzung
Der Verband setzt sich zusammen aus
- HQ British Forces Gibraltar zzgl. Joint Provost and Security Unit
- Royal Gibraltar Regiment des Heeres
- Royal Navy Gibraltar Squadron bestehend aus dem Hochseepatrouillenboot HMS Trent der River-Klasse[1] und zwei Patrouillenbooten der Cutlass-Klasse, HMS Cutlass und HMS Dagger[2]
- RAF Gibraltar, die lediglich aus einer Flugplatzkommandantur besteht
- Gibraltar Defence Police

## Royal Gibraltar Regiment

Wappen des Royal Gibraltar Regiment

Das Royal Gibraltar Regiment ist ein Bataillon leichter Infanterie, das 1958 aufgestellt wurde. Ursprünglich eine Einheit der Territorial Army wurde es nach einem Teilabzug der britischen Truppen 1991 in die Regular Army eingegliedert. 
Das Bataillon gliedert sich in Thomson’s Battery (HQ zzgl. eines Artillerietrupps) und drei Kompanien, wobei die G- und I-Kompanie zur Regular Army gehören, während die B-Kompanie von der Territorial Army gestellt wird.
1999 erhielt die Einheit den Status eines „königlichen Regiments“ verliehen, im März 2001 hat das Regiment erstmals den Wachdienst am Buckingham Palace durchgeführt. Es untersteht der Queen’s Division.